# Sveakönig
Sveakönig (schwedisch Sveakung) werden jene schwedischen Sagengestalten genannt, die über ein Gebiet in den Grenzen des heutigen Landesteils Svealand geherrscht haben sollen. Das Machtzentrum befand sich entweder in Birka oder Alt-Uppsala. 
Die meisten dieser Könige werden als nicht historisch angesehen. Da aber eine Namensgleichheit einzelner Personen in verschiedenen Quellen wie dem Ynglingatal, dem epischen englischen Heldengedicht Beowulf oder der Vita Anskarii zu finden ist, wird ihre Existenz als wahrscheinlich angenommen.